# Cambarincola bobbi
Cambarincola bobbi är en ringmaskart som beskrevs av Holt 1988. Cambarincola bobbi ingår i släktet Cambarincola och familjen Cambarincolidae. Inga underarter finns listade i Catalogue of Life.